# 182丁目-183丁目駅
182丁目-183丁目駅（182ちょうめ-183ちょうめえき、英: 182nd–183rd Streets）はブロンクス区プロスペクト・ヒル・エステートのグランド・コンコース地下、東182丁目と東183丁目の間に位置するニューヨーク市地下鉄INDコンコース線の駅である。B系統がラッシュ時のみ、D系統がラッシュ時を除く終日停車する。

## 駅構造
| G          | 地上階                     | 出入口 |
| M          | 改札階                     | 改札口、駅員詰所、メトロカード自動券売機 |
| P ホーム階 | 相対式ホーム、右側扉が開く | 相対式ホーム、右側扉が開く |
| P ホーム階 | 北行緩行線                 | ← ラッシュ時のみ：ベッドフォード・パーク・ブールバード駅行き（フォーダム・ロード駅） ← ラッシュ時以外：ノーウッド-205丁目駅行き（フォーダム・ロード駅）                  |
| P ホーム階 | 急行線                     | ← ラッシュ時混雑方向：通過 → |
| P ホーム階 | 南行緩行線                 | → ラッシュ時のみ：ブライトン・ビーチ駅行き（トレモント・アベニュー駅）→ ラッシュ時以外：コニー・アイランド-スティルウェル・アベニュー駅行き（トレモント・アベニュー駅）→ |
| P ホーム階 | 相対式ホーム、右側扉が開く | |

この駅は緩行線2線と急行線1線、相対式ホーム2面を持った2面3線の地下駅である。中央の急行線にはプラットホームが無くラッシュ時に混雑方向へ向かうD系統と、朝ラッシュ時に数本運転されるキングスブリッジ・ロード駅止まりのB系統が通過する。ホーム南端壁面には「182」と書かれた小さな標を掲げているが、174丁目-175丁目駅と同じく駅の北に行くと「183」と表記が変わる。

### 出入口
駅には計5つの出入口があり、各ホームから改札階への階段は南北2つずつの計4つあるが、改札内で両ホームが接続しているのは北側のみとなっている。
- 階段1つ、グランド・コンコースとアントニ・アベニューの交差点北東[2]。
- 階段2つ、グランド・コンコースとアントニ・アベニューの交差点西側[2]。
- 階段1つ、グランド・コンコースと東182丁目の交差点北西[2]。
- 階段1つ、グランド・コンコースと東182丁目の交差点と東183丁目との交差点の間、グランド・コンコース東側[2]。

これらの出入口の他にも現在は閉鎖された階段があり、1つは東183丁目・東184丁目付近に、もう2つは駅南端の東181丁目付近に出ていた。